# Marc Gasol
Marc Gasol Sáez (Barcelona, 29 januari 1985) is een Spaans voormalig basketbalspeler. Hij speelde als center voor Toronto Raptors in de NBA, waarmee hij in 2019 de titel won. Hij speelde sinds 2021 voor de Bàsquet Girona.

## Clubbasketbal
Van 2004 tot 2006 speelde Gasol voor FC Barcelona Bàsquet. Hij werd één keer kampioen van de Liga ACB met deze club (2004). In 2006 vertrok Gasol naar Akasvayu Girona. In 2008 werd hij gecontracteerd door NBA-club Memphis Grizzlies. Begin 2019 werd hij verruild voor Jonas Valanciunas, CJ Miles, Delon Wright en een 2024 second-round draft pick.

## Nationaal team
In 2006 won Gasol met zijn land in Japan het wereldkampioenschap. Op de Olympische Zomerspelen in Beijing en Londen behaalde hij de zilveren medaille. Gasol won ook twee keer het Europees kampioenschap.
- Library of Congress Control Number: no2018130952
- Virtual International Authority File: 228153895169902410003
- WorldCat: E39PBJqQxJhkq4kR3r9JkvCCwC